# Hexen (1922)
Hexen (Kinotitel: Die Hexe) ist ein in Schweden produzierter Film des dänischen Regisseurs Benjamin Christensen aus dem Jahr 1922. Er beinhaltet sowohl Elemente des Spielfilms als auch des Dokumentarfilms. Hexen sollte der erste Film einer Trilogie werden. Während es in Hexen um Hexenverfolgung geht, sollten die anderen Filme die Themen Heiligenvisionen und Geisterbeschwörungen behandeln. Von den geplanten drei Filmen wurde jedoch nur Hexen umgesetzt.

## Handlung
Der Film ist in sieben Kapitel gegliedert, die die Themen Hexerei und Inquisition behandeln.
Das erste Kapitel liefert einen dokumentarischen Überblick über den Mystizismus. Es handelt von früheren Kulturen, die böse Mächte als Ursache für unerklärliche Erscheinungen ansahen und diverse Weltbilder als Modelle entwickelten, bevor sie die Kugelgestalt der Erde kannten. Das Kapitel zeigt auch die Tätigkeiten einer Hexe, wie zum Beispiel das Melken von Äxten oder das Verhexen von Haustieren.
Im zweiten Kapitel werden spielfilmartig die Geschehnisse in einer Hexenküche geschildert. Während eine Hexe ihre Mixturen zusammenbraut, wünscht eine Kundin einen Liebestrank, um einen Kirchenmann für sich zu gewinnen. Ferner sezieren zwei Vermummte eine Leiche, es wird ein Betrunkener verhext, eine junge Frau im Schlaf vom Teufel verführt.
Das dritte Kapitel des Films behandelt Hexenprozesse. Hier werden die im Hexenhammer (einem vom Dominikaner Heinrich Kramer verfassten Werk über Hexen) beschriebenen Methoden, einer Verdächtigen ihr Hexendasein nachzuweisen, wie beispielsweise die Wasser- oder Bleiprobe, geschildert. Bei letzterer wird eine Pfanne mit heißem Blei über einem Kranken geschwenkt und das Blei in kaltes Wasser gegossen – die Form des erkalteten Bleis soll mitteilen, ob es sich um einen Fall von Verhexung handelt. Als ein junges Mädchen bei einem Mönch eine alte Weberin als Hexe denunzieren will und dabei die Begierde des Mönches weckt, wird sie selbst für eine Hexe gehalten.
Das vierte Kapitel des Films schildert einen Hexenprozess am Beispiel von Maria, der alten Weberin aus dem vorhergehenden Kapitel. Die Methoden zur Erzwingung eines Geständnisses reichten vom Pranger und Kreuzverhören bis hin zur Folter, welche schließlich Wirkung zeigt. Im Rahmen Marias Geständnisses beinhaltet der Film eine ausführliche Schilderung des Hexensabbats.
Das fünfte Kapitel zeigt, wie nach einem Geständnis mit den Beschuldigten umgegangen wurde. So werden die Frau und die Magd des erkrankten Mannes mitgenommen. Ein an der Aktion beteiligter Mönch, bei dem die Tochter des Kranken Gelüste geweckt hat, lässt sich zur Rettung seines Seelenheiles auspeitschen. Der Tochter des Kranken droht nach einem erzwungenen Geständnis der Scheiterhaufen.
Im sechsten Kapitel des Films werden die damals üblichen Folterwerkzeuge vorgeführt, wie zum Beispiel Daumenschrauben, Streckbänke sowie Gürtel mit Stacheln an der Innenseite.
Das siebte Kapitel stellt eine Verbindung zur Wissenschaft des 20. Jahrhunderts her und erklärt den religiösen Fanatismus mit Hysterie.

## Hintergrund
Christensen drehte Hexen von 1919 bis 1922. Nach der Uraufführung am 18. September 1922 löste der Film in Dänemark wegen der in ihm enthaltenen Gewalttätigkeiten Entrüstung aus; in Frankreich protestierte die Kirche gegen den Film. Dies führte zu Kürzungen und Zensur des Filmmaterials im Ausland; nur in Dänemark wurde Häxan in seiner ursprünglichen Fassung gezeigt. Erst als der Film 1941 von seinem Regisseur erneut in die Kinos gebracht wurde, war auch im Ausland die Originalfassung zu sehen.
Im Jahre 1968 erschien der Film in einer überarbeiteten Version als Witchcraft Through The Ages, die unter anderem mit der falschen Geschwindigkeit (mit den inzwischen üblichen 24 Einzelbildern pro Sekunde statt der 20, in der der Film eigentlich gedreht wurde) abgespielt und mit Jazzmusik unterlegt wurde.
Im Jahr 2023 verwendete die sowohl in der Schweiz als auch in Brooklyn beheimatete Band Folterkammer für ihr Video zur Single Das Peitschengedicht Ausschnitte des Films.

## Kritiken
„Als Lehrfilm gedacht, fesselt die expressionistische Inszenierung jedoch inzwischen weniger durch ihren Informationsgehalt als vielmehr durch das formale Geschick im Ausmalen düster-burlesker Gruselvisionen.“

„Für den heutigen Betrachter [Anm.: 1969!] kein Lehrfilm mehr, sondern eher eine vergnügliche und etwas gruselige Unterhaltung durch mehr burlesk als aggressiv wirkenden Horror. Ab 16 gut bekömmlich.“